# Ferula seravschanica
Ferula seravschanica là một loài thực vật có hoa trong họ Hoa tán. Loài này được Pimenov & J.V.Baranova mô tả khoa học đầu tiên năm 1983.